# 克里斯托夫·科尔特
克里斯托夫·科尔特（德語：Christoph Korte，1965年12月28日—），德国男子赛艇运动员。他曾代表西德参加世界赛艇锦标赛，获得一枚金牌。他也参加了1988年夏季奥林匹克运动会。